# Schleusentreppe von Golbey

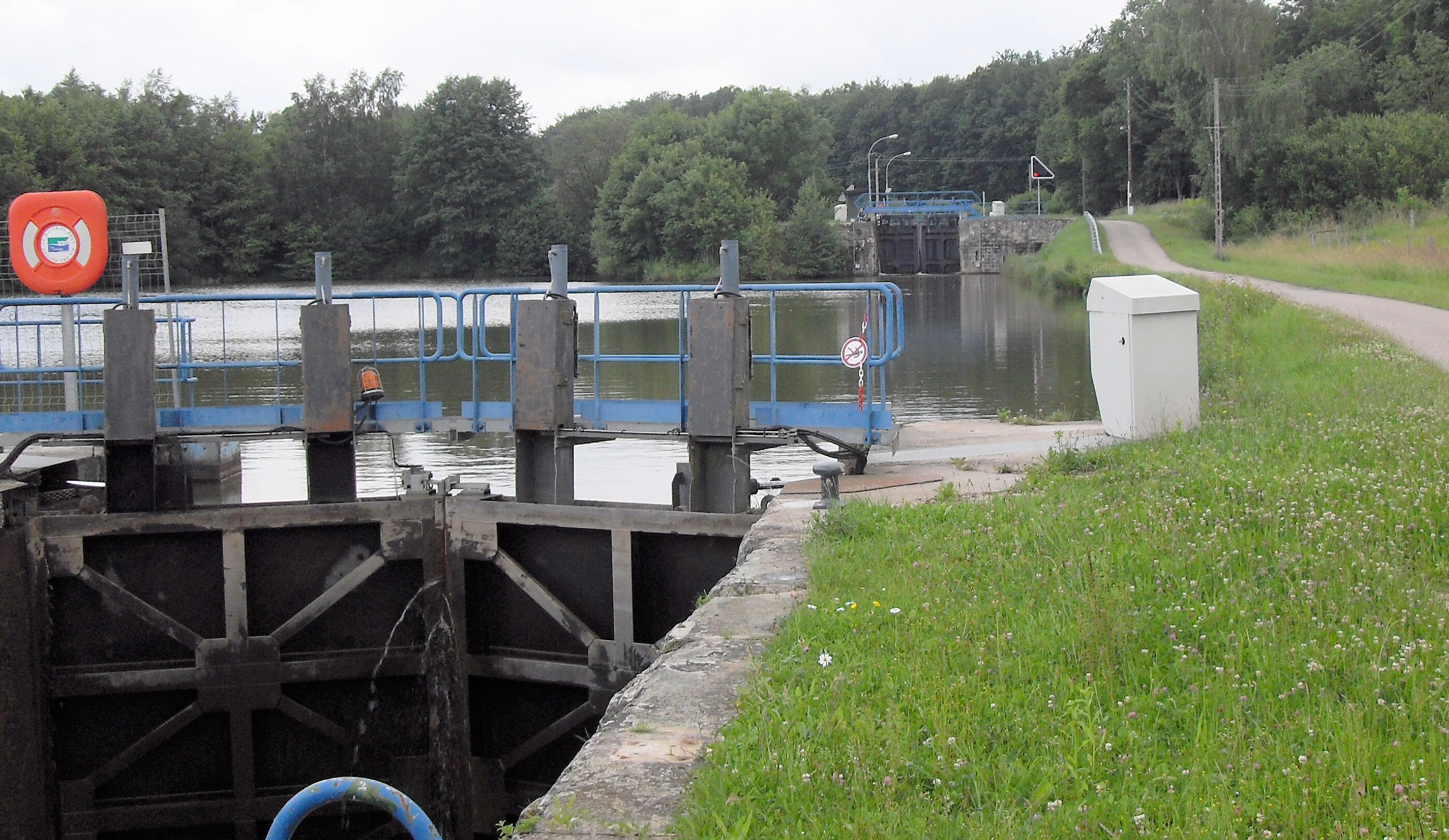
Schleusen 3M (vorn) und 2M mit Zwischenhaltung

Die Schleusentreppe von Golbey (französisch Chaîne d’écluses de Golbey) ist eine Schleusentreppe mit kurzen Zwischenhaltungen am Canal des Vosges. Sie liegt auf dem Gebiet der französischen Gemeinde Golbey im Département Vosges in der Region Grand Est.

## Geschichte
Das Bauwerk wurde in den Jahren 1876 bis 1880 im Rahmen des damals Canal de l’Est genannten Schifffahrtskanals errichtet. Die Erbauung des Kanals war eine direkte Folge des Deutsch-Französischen Krieges, der 1871 für Frankreich mit dem Verlust des Elsass und Teilen von Lothringen endete. Um die dort in Nord-Süd-Richtung verlaufenden Wasserwege zu ersetzen, wurde im verbliebenen Territorium ein Ersatz geschaffen: der Canal de l’Est.
Zur Wasserversorgung des Kanalabschnittes Branche Sud wurde der Stausee von Bouzey errichtet, der 1895 jedoch brach und durch seine Flutwelle eine enorme Katastrophe im Moseltal auslöste. Er wurde in der Zwischenzeit wiederaufgebaut und versieht nach wie vor seine Dienste.

## Technische Infrastruktur
Die Schleusentreppe besteht aus 15 im Abstand von 150 bis 300 Metern aufeinanderfolgenden Schleusen, die auf einer Gesamtstrecke von 3,2 Kilometern eine Höhe von rund 44 Metern überwinden. Auf diese Weise wird der Aufstieg vom Tal der Mosel zur Scheitelhaltung des Kanals Richtung Saône bewerkstelligt. Die Nummerierung der Schleusen beginnt an der Scheitelhaltung bei Bois-l'Abbé mit der Schleuse 1M (M bedeutet: Mosel-seitig) und endet mit der Schleuse 15M (Olie). Zwischen den beiden Schleusen 14M und 15M mündet auch der Stichkanal nach Épinal, der mit der Kanalbrücke Golbey die Mosel überquert. Die Abmessung der Schleusen entspricht dem Freycinet-Maß, daher kann die Strecke nur von Pénichen oder Sportbooten benutzt werden. Die Anlagen mussten ursprünglich alle händisch bedient werden, wurden jedoch im Jahre 1999 automatisiert und werden seither alle von einer zentralen Leitstelle aus ferngesteuert. Die Passage der Schleusentreppe dauert jetzt nur mehr 3 Stunden für Sportboote bzw. 3½ Stunden für Lastkähne. Betrieb und Instandhaltung erfolgen durch die staatliche Wasserstraßenverwaltung Voies Navigables de France (VNF).

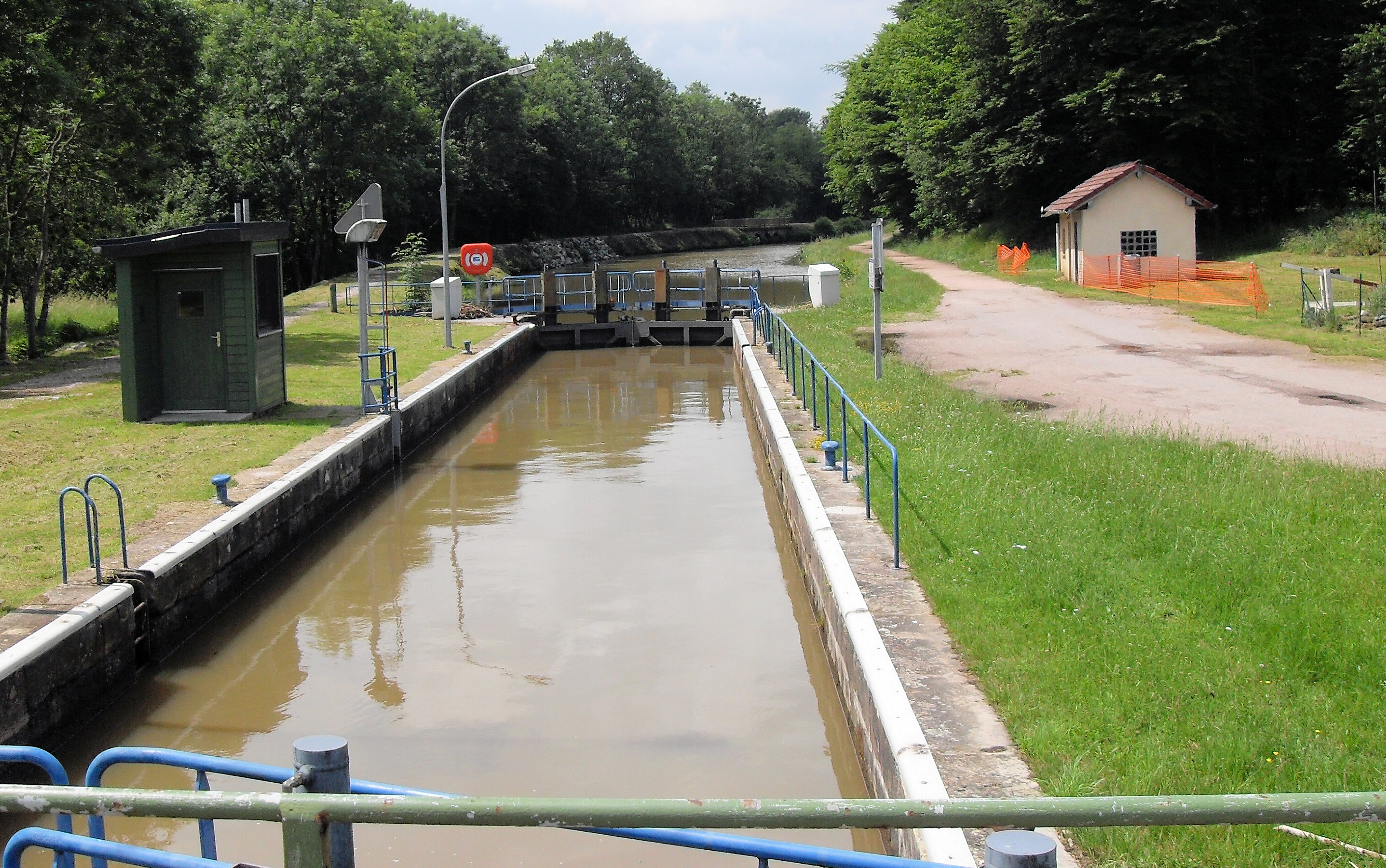
Schleuse 1M, Blick zur Scheitelhaltung
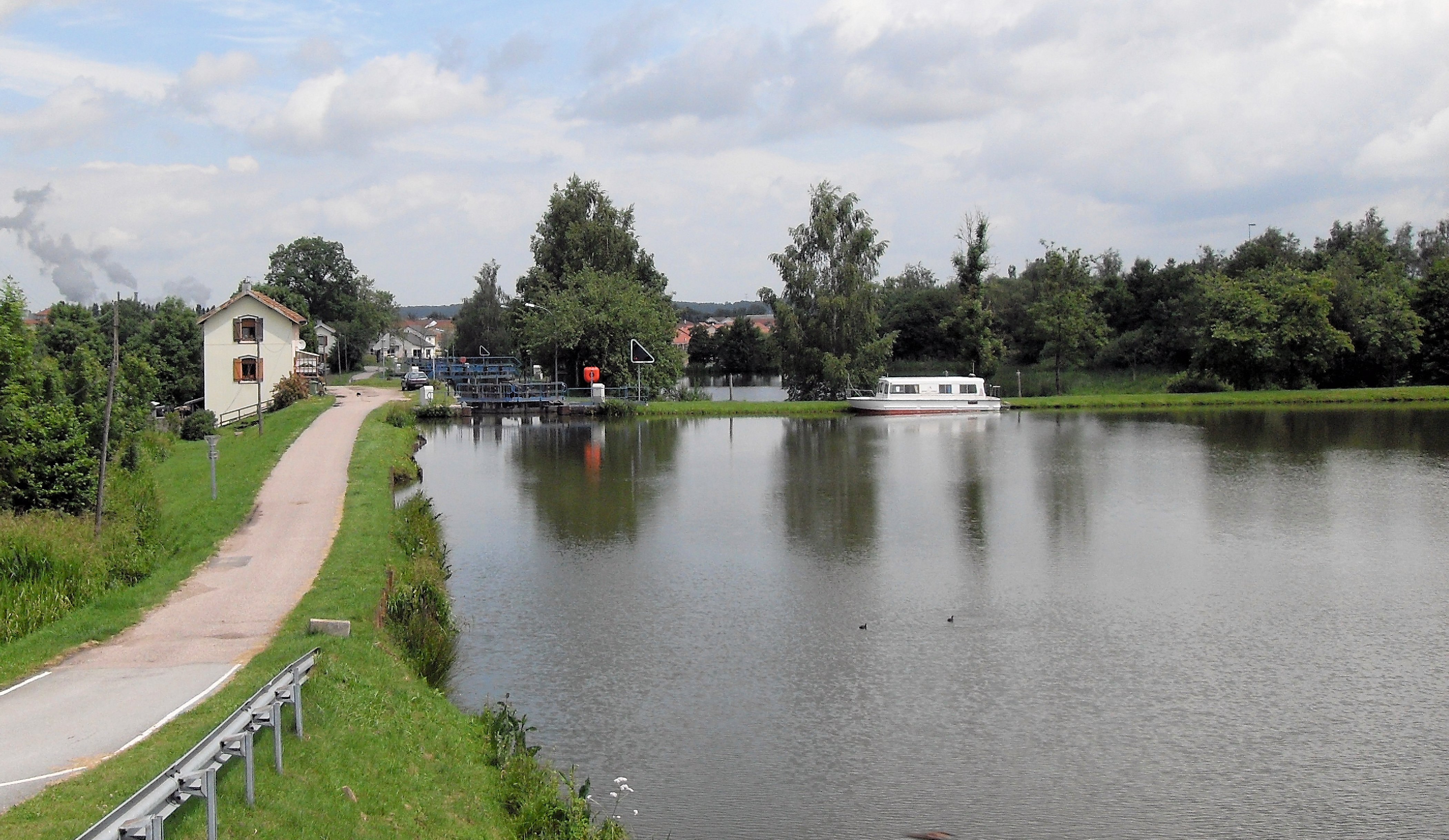
Speicherbecken oberhalb Schleuse 6 M
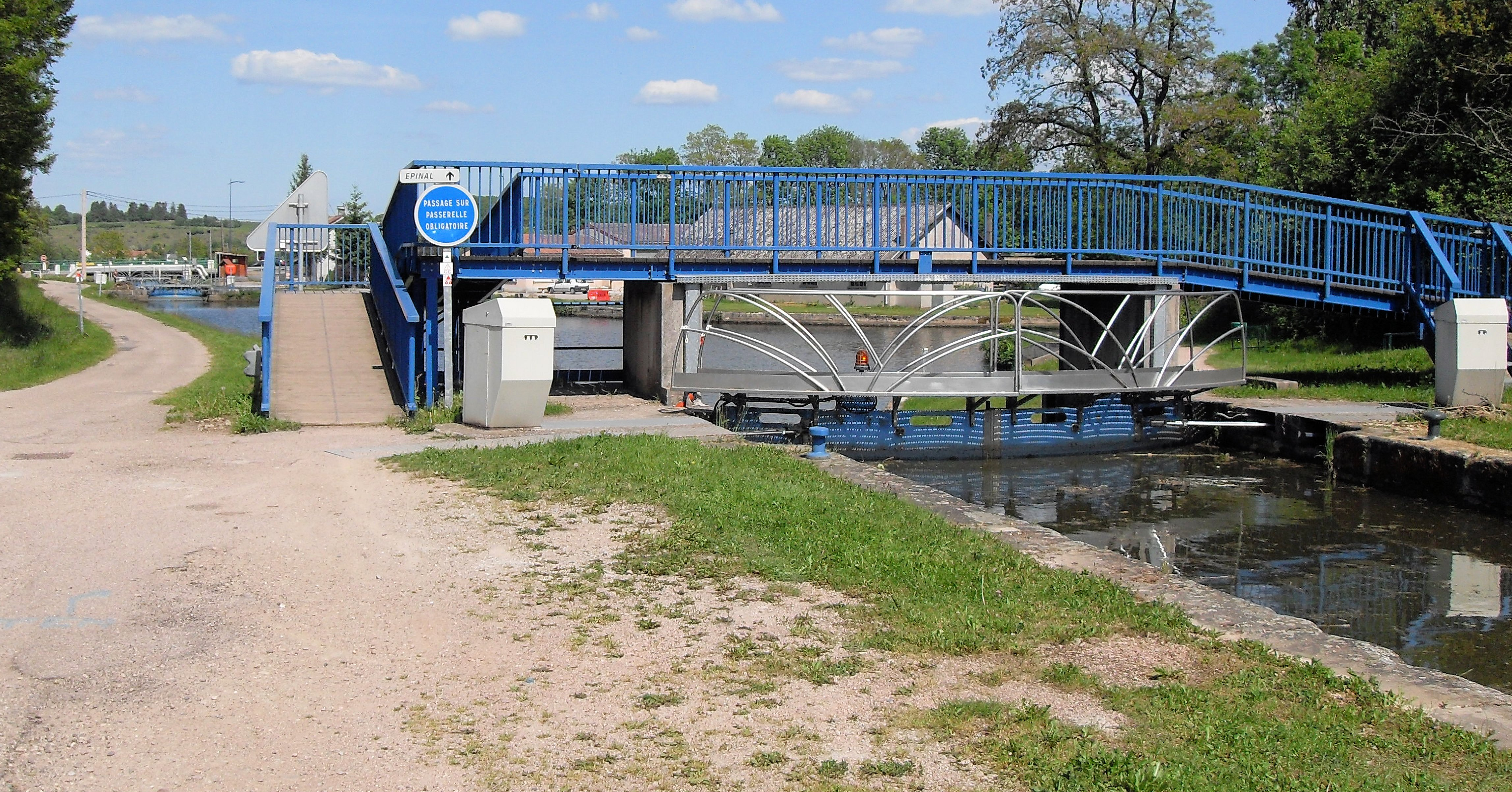
Schleuse 14M
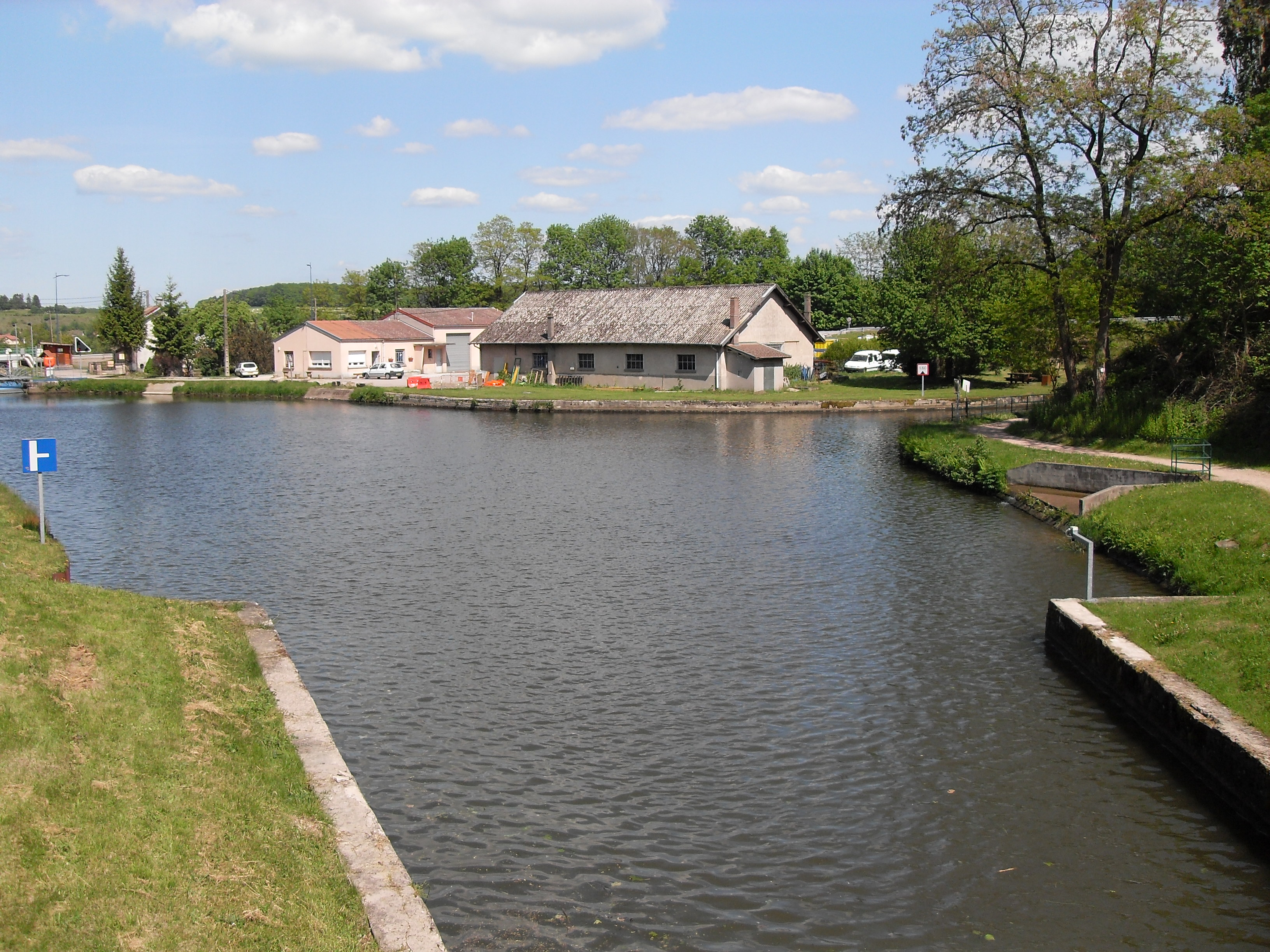
Unterhalb der Schleuse 14M mündet der Stichkanal nach Epinal (von rechts)